# Matthieu de Roye
 (septembre 2018).
Matthieu III de Roye dit Le Flamand (Flamenc) († 1380) était un noble picard qui fut maître des arbalétriers du roi de France, au cours de la guerre de Cent Ans.

## Biographie

### Famille
Matthieu III de Roye était membre de la Maison de Roye qui donna plusieurs officiers de la couronne et plusieurs prélat de l'Église catholique au Moyen Âge. Il était issu de la branche cadette du Plessier-de-Roye, son père Mathieu de Roye († après 1350) était le frère cadet de Jean II de Roye ; sa mère était Marguerite de Ville.
Il épousa en premières noces, en 1350, Jeanne de Quierzy ou Cherisy, fille du vicomte de Busancy et en secondes noces, le 1er septembre 1362, Isabeau de Châtillon. Du premier mariage naquirent : Jean III de Roye, Gui de Roye, Mathieu IV de Roye et Renaud de Roye.

### Carrière militaire
Matthieu III de Roye servit sous le connétable, Raoul Ier de Brienne, en 1337 et devint maître des arbalétriers de France de 1346 à 1349. En 1356, il défendit Poitiers après la défaite française. En 1358, il fut capitaine de Compiègne et des forts de Choisy. De 1359 à 1361, il défendit Reims et servit, ensuite, dans la compagnie de Philippe de Navarre. Il combattit à la Bataille de Cocherel, en 1364, avec le duc de Bourgogne.

### Administrateur
Il négocia la paix avec les Flamands, le 17 juin 1347, administra la baronnie de Coucy pendant la minorité du fils de Catherine d’Autriche et racheta, en 1357, les seigneuries d’Aulnay-sur-Iton et de Portes. Il partagea ses biens en 1375, après le décès de son fils aîné. 